# Магически убийства
„Магически убийства“ e книга на Питър Строб, издадена през 2000 г. под оригиналното заглавие „Magic Terror“. Книгата представлява сборник от 7 разказа. На български език е издадена през 2002 г. от издателство „Прометей“.